# Tour de Francia 1987
El 74.º Tour de Francia se disputó del 1 al 26 de julio de 1987 sobre un recorrido de 25 etapas y con un total de 4231 km que el vencedor final cubrió a una velocidad media de 36,645 km/h. La carrera comenzó en Berlín y concluyó en París.
Con esta victoria, la primera para un ciclista irlandés, Stephen Roche logró el doblete Giro y Tour, a lo que habría que sumar su victoria en el campeonato del mundo de ciclismo, igualando la hazaña del belga Eddy Merckx en 1974.

## Equipos participantes
| Equipo                   | Jefe de filas         |
| Toshiba                  | Jean François Bernard |
| Carrera                  | Stephen Roche         |
| Hitachi                  | Claude Criquelion     |
| Z                        | Pascal Simon          |
| BH                       | Anselmo Fuerte        |
| PDM                      | Pedro Delgado         |
| Système U                | Laurent Fignon        |
| Reynolds - Seur          | Ángel Arroyo          |
| Teka                     | Raymund Dietzen       |
| Ryalcao Postobón         | Pablo Wilches         |
| R.M.O                    | Patrice Esnault       |
| Caja Rural               | Marino Lejarreta      |
| Fagor                    | Pedro Muñoz           |
| Café de Colombia         | Luis Herrera          |
| Panasonic                | Phil Anderson         |
| Superconfex-Yoko         | Rolf Gölz             |
| Del Tongo                | Giuseppe Saronni      |
| KAS - Miko               | Sean Kelly            |
| Lotto-Merckx             | Marc Sergeant         |
| 7 Eleven                 | Andrew Hampsten       |
| Roland-Skala             | Dietrich Thurau       |
| Brianzoli - Chateau D'ax | Vittorio Algeri       |
| ANC-Halfords             | Malcolm Elliott       |

## Etapas
| Etapa   | Fecha       | Recorrido                      | Distancia (km) | Ganador                | Líder                 |
| ------- | ----------- | ------------------------------ | -------------- | ---------------------- | --------------------- |
| Prólogo | 1 de julio  | Berlín                         | 6,1 (CRI)      | Jelle Nijdam           | Jelle Nijdam          |
| 1.ª     | 2 de julio  | Berlín                         | 105,5          | Nico Verhoeven         | Lech Piasecki         |
| 2.ª     | 2 de julio  | Berlín                         | 40 (CRE)       | Carrera                | Lech Piasecki         |
| 3.ª     | 4 de julio  | Karlsruhe- Stuttgart           | 219            | Acacio da Silva        | Erich Maechler        |
| 4.ª     | 5 de julio  | Stuttgart- Pforzheim           | 79             | Herman Frison          | Erich Maechler        |
| 5.ª     | 5 de julio  | Pforzheim-Estrasburgo          | 112,5          | Marc Sergeant          | Erich Maechler        |
| 6.ª     | 6 de julio  | Estrasburgo-Épinal             | 169            | Christophe Lavainne    | Erich Maechler        |
| 7.ª     | 7 de julio  | Épinal-Troyes                  | 211            | Manuel Jorge Domínguez | Erich Maechler        |
| 8.ª     | 8 de julio  | Troyes-Épinay-sous-Sénart      | 205,5          | Jean Paul Van Poppel   | Erich Maechler        |
| 9.ª     | 9 de julio  | Orleans-Renazé                 | 260            | Adri Van der Poel      | Erich Maechler        |
| 10.ª    | 10 de julio | Saumur-Futuroscope             | 87,5 (CRI)     | Stephen Roche          | Charly Mottet         |
| 11.ª    | 11 de julio | Futuroscope-Chaumeil           | 255            | Martial Gayant         | Martial Gayant        |
| 12.ª    | 12 de julio | Brive-Burdeos                  | 228            | Davis Phinney          | Martial Gayant        |
| 13.ª    | 13 de julio | Bayonne-Pau                    | 219            | Erik Breukink          | Charly Mottet         |
| 14.ª    | 14 de julio | Pau-Luz-Ardiden                | 166            | Dag Otto Lauritzen     | Charly Mottet         |
| 15.ª    | 15 de julio | Tarbes-Blagnac                 | 164            | Rolf Gölz              | Charly Mottet         |
| 16.ª    | 16 de julio | Blagnac-Millau                 | 216,5          | Régis Clère            | Charly Mottet         |
| 17.ª    | 17 de julio | Millau-Aviñón                  | 239            | Jean Paul Van Poppel   | Charly Mottet         |
| 18.ª    | 19 de julio | Carpentras-Mont Ventoux        | 36,5 (CRI)     | Jean François Bernard  | Jean François Bernard |
| 19.ª    | 20 de julio | Valréas-Villard-de-Lans        | 185            | Pedro Delgado          | Stephen Roche         |
| 20.ª    | 21 de julio | Villard-de-Lans-Alpe d'Huez    | 201            | Federico Echave        | Pedro Delgado         |
| 21.ª    | 22 de julio | Bourg-d'Oisans-La Plagne       | 185,5          | Laurent Fignon         | Pedro Delgado         |
| 22..ª   | 23 de julio | La Plagne-Morzine-Avoriaz      | 186            | Eduardo Chozas         | Pedro Delgado         |
| 23ª     | 24 de julio | Saint-Julien-en-Genevois-Dijon | 224,5          | Régis Clère            | Pedro Delgado         |
| 24.ª    | 25 de julio | Dijon                          | 38 (CRI)       | Jean François Bernard  | Stephen Roche         |
| 25.ª    | 26 de julio | Créteil-París                  | 192            | Jeff Pierce            | Stephen Roche         |

## Clasificaciones
| \| 1. \| Stephen Roche \| Irlanda \| CAR \| 115h 27' 42" \| \| \| 2. \| Pedro Delgado \| España \| PDM \| + 40" \| \| \| 3. \| Jean François Bernard \| Francia \| TOS \| + 2' 13" \| \| \| 4. \| Charly Mottet \| Francia \| SYS \| + 6' 40" \| \| \| 5. \| Luis Herrera \| Colombia \| CAF \| + 9' 32" \| \| \| 6. \| Fabio Parra \| Colombia \| CAF \| + 16' 53" \| \| \| 7. \| Laurent Fignon \| Francia \| SYS \| + 18' 24" \| \| \| 8. \| Anselmo Fuerte \| España \| BH \| + 18' 33" \| \| \| 9. \| Raúl Alcalá \| México \| 7EL \| + 21' 49" \| \| \| 10. \| Marino Lejarreta \| España \| CAJ \| + 26' 13" \| \| |                       |          |     |              |  |
| 1. | Stephen Roche         | Irlanda  | CAR | 115h 27' 42" |  |
| 2. | Pedro Delgado         | España   | PDM | + 40"        |  |
| 3. | Jean François Bernard | Francia  | TOS | + 2' 13"     |  |
| 4. | Charly Mottet         | Francia  | SYS | + 6' 40"     |  |
| 5. | Luis Herrera          | Colombia | CAF | + 9' 32"     |  |
| 6. | Fabio Parra           | Colombia | CAF | + 16' 53"    |  |
| 7. | Laurent Fignon        | Francia  | SYS | + 18' 24"    |  |
| 8. | Anselmo Fuerte        | España   | BH  | + 18' 33"    |  |
| 9. | Raúl Alcalá           | México   | 7EL | + 21' 49"    |  |
| 10. | Marino Lejarreta      | España   | CAJ | + 26' 13"    |  |

| \| 1. \| Jean Paul Van Poppel \| Holanda \| SCO \| 263 puntos \| \| 2. \| Stephen Roche \| Irlanda \| CAR \| 247 puntos \| \| 3. \| Pedro Delgado \| España \| PDM \| 228 puntos \| |                      |         |     |            |
| 1. | Jean Paul Van Poppel | Holanda | SCO | 263 puntos |
| 2. | Stephen Roche        | Irlanda | CAR | 247 puntos |
| 3. | Pedro Delgado        | España  | PDM | 228 puntos |

| \| 1. \| Luis Herrera \| Colombia \| CAF \| 452 puntos \| \| 2. \| Anselmo Fuerte \| España \| BH \| 314 puntos \| \| 3. \| Raúl Alcalá \| México \| 7EL \| 277 puntos \| |                |          |     |            |
| 1. | Luis Herrera   | Colombia | CAF | 452 puntos |
| 2. | Anselmo Fuerte | España   | BH  | 314 puntos |
| 3. | Raúl Alcalá    | México   | 7EL | 277 puntos |

| \| 1. \| Raúl Alcalá \| México \| 7EL \| 115h 49' 31" \| \| 2. \| Erik Breukink \| Holanda \| PAN \| + 31' 46" \| \| 3. \| Gilles Sanders \| Francia \| KAS \| + 59' 08" \| |                |         |     |              |
| 1. | Raúl Alcalá    | México  | 7EL | 115h 49' 31" |
| 2. | Erik Breukink  | Holanda | PAN | + 31' 46"    |
| 3. | Gilles Sanders | Francia | KAS | + 59' 08"    |

| \| 1. \| Système U \| Francia \| SYS \| - \| \| 2. \| Café de Colombia \| Colombia \| CAF \| - \| \| 3. \| BH \| España \| BH \| - \| |                  |          |     |   |
| 1. | Système U        | Francia  | SYS | - |
| 2. | Café de Colombia | Colombia | CAF | - |
| 3. | BH               | España   | BH  | - |